# Třída Catamarca
Třída Catamarca byla třída torpédoborců argentinského námořnictva. Třída byla postavena v Německu. Celkem byly postaveny dvě jednotky této třídy. Argentinské námořnictvo je provozovalo v letech 1912–1956. Všechny byly vyřazeny.

## Pozadí vzniku
Argentinské námořnictvo na základě programu z roku 1907 plánovalo stavbu celkem 12 nových torpédoborců. Roku 1909 objednalo po čtyřech kusech ve Francii, Velké Británii a Německu. Nakonec se program podařilo realizovat jen zčásti. Čtyři jednotky třídy Mendoza postavené francouzskými loděnicemi zrekvírovalo francouzské námořnictvo jako třídu Aventurier. Argentina rovněž zrušila objednávku na čtyři jednotky třídy San Luis u britské loděnice Cammell Laird, takže plavidla roku 1912 zakoupilo řecké námořnictvo jako třídu Aetos. Dodány tak byly pouze čtyři torpédoborce představující třídy Catamarca a La Plata. Dvě jednotky třídy Catamarca postavila německá loděnice Germaniawerft v Kielu. Do služby byly přijaty roku 1912. Náhradou za třídu San Luis byly v Německu objednány další čtyři torpédoborce, nebyly však dodány, neboť vypukla světová válka.
Jednotky třídy Catamarca:
| Catamarca (D1) | 1910 | 1911 | 13. dubna 1912 | Vyřazen 1956, sešrotován. |
| Jujuy (D3)     | 1910 | 1911 | 15. dubna 1912 | Vyřazen 1956, sešrotován. |

## Konstrukce

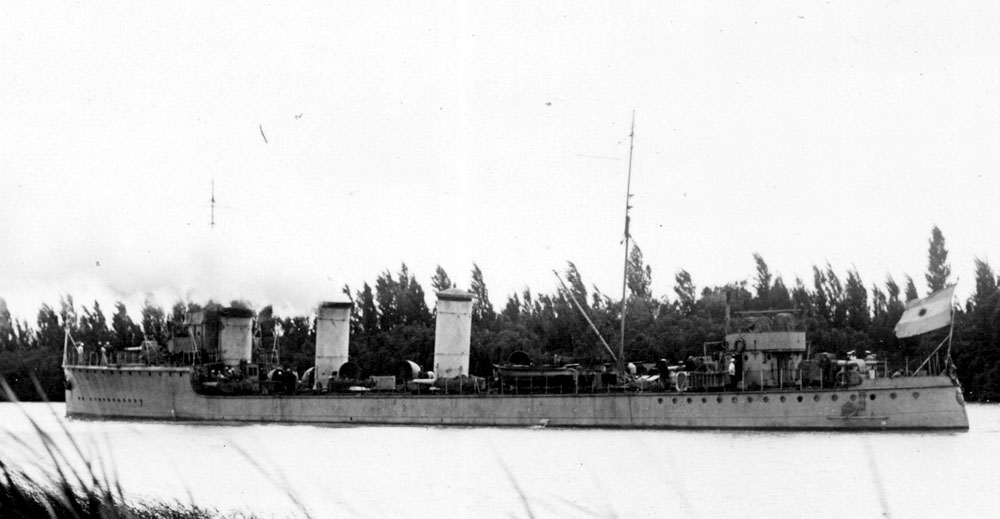
Jujuy

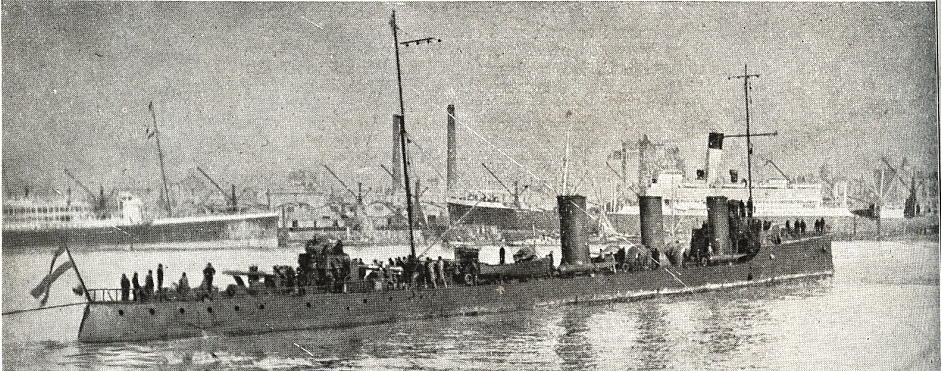
Jujuy

Výzbroj tvořily čtyři 102mm kanóny Bethlehem-Vickers a čtyři jednohlavňové 533mm torpédomety. Pohonný systém tvořily dva kotle Schulz-Thornycroft a dvě turbíny Curtis-AEG o výkonu 25 765 hp. Poháněly dva lodní šrouby. Kotle spalovaly uhlí a naftu. Nejvyšší rychlost dosahovala 27 uzlů. Dosah byl 3000 námořních mil při rychlosti 15 uzlů.

### Modifikace
V letech 1924–1925 byly torpédoborce modernizovány. Jejich kotle byly upraveny pro spalování nafty. Rychlost se zvýšila na 32 uzlů. Složení výzbroje bylo upraveno na tři 102mm kanóny, dva 37mm kanóny, dva dvouhlavňové 533mm torpédomety a jeden vrhač hlubinných pum.